# Hitachi Belle Fille
Lo Hitachi Belle Fille (日立ベルフィーユ) è stata una società pallavolistica femminile giapponese, con sede a Kodaira.

## Storia
Lo Hitachi Belle Fille nasce nel 1964 a Kodaira, con il nome di Hitachi Musashi. Tre anni dopo prende parte alla prima edizione del campionato giapponese, vincendolo e ripetendosi la stagione successiva. Nel 1968 vince anche il Torneo Kurowashiki. Nel corso degli anni settanta il club cambia denominazione in Hitachi e inizia a dominare le competizioni nazionali: si aggiudica cinque volte il campionato e vince edizioni consecutive del Torneo Kurowashiki.
Durante gli anni ottanta il club conferma il proprio dominio sulle competizioni domestiche: in questo decennio si aggiudica ben otto volte il campionato giapponese e sette volte il Torneo Kurowashiki. Tra il 1990 ed il 1994 arriva la vittoria di altri quattro campionati e altri due Tornei Kurowashiki; in questo periodo assume anche la sua ultima denominazione. La seconda metà degli anni novanta, invece, si rivela avara di soddisfazioni; il miglior risultato è la finale del 1999 persa contro le Toyobo. Nel 2001 il club cessa di esistere.
Questa squadra, plurivittoriosa nei primi anni '80, ha ispirato la creazione dell'immaginaria formazione delle Sunlight Players di Kaori Takigawa nell'anime Attacker You!, divenuto celeberrimo in Italia con in titolo Mila e Shiro - Due cuori nella pallavolo.

## Palmarès
- Campionato giapponese: 18

1967-68, 1968-69, 1973-74, 1974-75, 1975-76, 1976-77, 1977-78, 1981-82, 1982-83, 1983-84
1984-85, 1985-86, 1986-87, 1988-89, 1990-91, 1991-92, 1992-93, 1993-94
- Torneo Kurowashiki: 17

1968, 1972, 1973, 1974, 1975, 1976, 1977, 1978, 1979, 1982,
1983, 1984, 1985, 1987, 1988, 1993, 1994

## Denominazione precedenti
- 1964-1975: Hitachi Musashi
- 1975-1990: Hitachi